# Sherman (Texas)
Sherman è un comune (city) degli Stati Uniti d'America e capoluogo della contea di Grayson nello Stato del Texas. La popolazione era di 48 873 abitanti al censimento del 2021. È una delle due principali città dell'area metropolitana di Sherman-Denison e fa parte della regione del Texoma.

## Storia
Sherman prende il nome dal generale Sidney Sherman (23 luglio 1805-1 agosto 1873), un eroe della Rivoluzione del Texas. La comunità fu designata come capoluogo della contea dall'atto della legislatura del Texas, che creò la contea di Grayson il 17 marzo 1846. Nel 1847 iniziò a funzionare un ufficio postale. Sherman si trovava originariamente al centro della contea, ma nel 1848 fu spostato a circa 5 km a est nella sua posizione attuale. Nel 1850 Sherman era diventata una città incorporata secondo la legge del Texas. Era anche diventata una tappa della rotta Butterfield Overland Mail attraverso il Texas. Nel 1852 Sherman aveva una popolazione di 300 abitanti e consisteva in una piazza pubblica con un tribunale di tronchi, diverse attività commerciali, un ufficio di cancelleria distrettuale e una chiesa lungo il lato est della piazza. Nel 1861 fu costruito il primo mulino.
Durante gli anni 1850 e 1860, Sherman continuò a svilupparsi e a partecipare alla politica regionale. Poiché molti residenti del nord del Texas erano emigrati dall'alto sud e solo una bassa percentuale era proprietaria di schiavi, nella regione esisteva un notevole sentimento unionista. E. Junius Foster, l'editore del quotidiano Whig antisecessionista di Sherman, il Patriot, ha diffuso una petizione per stabilire il Texas settentrionale come stato libero indipendente. In seguito all'approvazione confederata di una legge sulla coscrizione, sorse resistenza alla coscrizione nel nord del Texas, soprattutto perché i proprietari di molti schiavi erano esentati.
Un gruppo di schiavisti nella vicina contea di Cooke temeva che gli unionisti potessero unirsi ad altri e compiere atti di sabotaggio. Nell'ottobre 1862 un'unità della milizia statale arrestò tra i 150 ei 200 uomini sospettati di insurrezione. Nella Grande Impiccagione a Gainesville, 42 degli arrestati furono uccisi, la maggior parte impiccati da una folla, mentre altri furono condannati a morte da un autoproclamato "tribunale dei cittadini". In seguito al linciaggio, il colonnello William Young, che aveva organizzato la giuria per il "corte dei cittadini", è stato ucciso da ignoti. Young era stato responsabile di più di 20 morti. L'editore di giornali Foster "applaudì" alla morte di Young e fu presto ucciso a colpi di arma da fuoco dal capitano Jim Young, il figlio del colonnello.
Miliziani filo-confederati hanno radunato ancora più "sospetti" a Sherman, ma il generale di brigata confederato James W. Throckmorton è intervenuto per fermare le uccisioni. Quando Throckmorton ripristinò l'ordine, solo cinque degli uomini originariamente arrestati erano ancora vivi.
Verso la fine della guerra civile, i guerriglieri filo-confederati guidati da William Quantrill trascorsero l'inverno a Sherman. Anche l'ex guerrigliero Jesse James è venuto a Sherman per la sua luna di miele. È stato fotografato seduto sul suo cavallo a Sherman.
Durante il 1860, l'istruzione secondaria si sviluppò nel nord del Texas. La Sherman Male and Female High School iniziò ad accettare studenti nel 1866, con il patrocinio della North Texas Methodist Conference. Divenne una delle tre scuole private operanti a Sherman. La scuola ha operato sotto diversi nomi, tra cui il North Texas Female College and Conservatory of Music dal 1892 al 1919 e il Kidd-Key College and Conservatory, dal 1919 al 1935. Perse gradualmente il sostegno metodista, in seguito all'apertura della Southern Methodist University a Dallas nel 1915. Nel 1876, l'Austin College, il più antico college operativo ininterrottamente del Texas, fu trasferito a Sherman da Huntsville. Lo Sherman Female Institute, in seguito chiamato Mary Nash College, fu aperto nel 1877 con il patrocinio della Chiesa Battista. Continuò a funzionare fino al 1901, quando il campus fu venduto al Kidd-Key College. Il Carr–Burdette College, un college femminile affiliato ai Discepoli di Cristo, operò dal 1894 al 1929. Sherman ha anche una lunga storia all'interno della comunità ebraica. Nel 1873, gli ebrei della regione si incontravano regolarmente per le festività.
Mentre la depressione generale e l'illegalità si verificarono durante la ricostruzione, Sherman rimase commercialmente attiva. Durante il 1870, la popolazione di Sherman raggiunse i 6 000 abitanti. Nel 1875, dopo che due incendi distrussero molti edifici a est della piazza del paese, alcuni edifici civili furono ricostruiti utilizzando materiali più durevoli. Ciò includeva un nuovo tribunale della contea di Grayson costruito nel 1876. Nel 1879, la Old Settlers 'Association of North Texas si formò e si riunì vicino a Sherman. L'organizzazione fu costituita nel 1898 e acquistò Old Settlers' Park nel 1909.
Il 15 maggio 1896, un tornado F5 della scala Fujita colpì Sherman. Il tornado ha avuto un percorso di 400 iarde (370 m) di larghezza e 28 miglia (45 km) di lunghezza, uccidendo 73 persone e ferendone 200. Circa 50 case furono distrutte, di cui 20 completamente cancellate.
Nel 1901, la prima ferrovia elettrica "Interurbana" del Texas, la Denison and Sherman Railway, fu completata tra Sherman e Denison. La Texas Traction Company completò un interurbano di 65 miglia (105 km) tra Sherman e Dallas nel 1908 e nel 1911 acquistò la Denison and Sherman Railway. Attraverso i collegamenti a Dallas e Denison, divenne possibile viaggiare verso le destinazioni del Texas di Terrell, Corsicana, Waco, Fort Worth, Cleburne e Denton, così come a Durant, in Oklahoma, con le ferrovie interurbane. Una destinazione popolare sull'Interurbana tra Sherman e Denison era Wood Lake Park, un parco di divertimenti privato dell'epoca. Nel 1948, tutto il servizio ferroviario interurbano in Texas era stato interrotto.

## Geografia fisica
Secondo lo United States Census Bureau, la città ha una superficie totale di 107,41 km², dei quali 107,19 km² di territorio e 0,22 km² di acque interne (0,2% del totale).
Sherman si trova 70 miglia (110 km) a nord di Dallas e 31 miglia (50 km) a sud-ovest di Durant, Oklahoma. Gainesville si trova 32 miglia (51 km) ad ovest, e Bonham si trova 26 miglia (42 km) ad est.

## Società

### Evoluzione demografica
Secondo il censimento del 2010, la popolazione era di 38 521 abitanti.

### Etnie e minoranze straniere
Secondo il censimento del 2010, la composizione etnica della città era formata dal 71,65% di bianchi, l'11,07% di afroamericani, l'1,39% di nativi americani, l'1,68% di asiatici, lo 0,03% di oceanici, il 10,62% di altre razze, e il 3,56% di due o più etnie. Ispanici o latinos di qualunque razza erano il 20,46% della popolazione.